# Rive-de-Gier
Rive-de-Gier település Franciaországban, Loire megyében. Lakosainak száma 15 457 fő (2022. január 1.). Rive-de-Gier Saint-Martin-la-Plaine, Châteauneuf, Farnay, Lorette, Genilac, Saint-Joseph és Chabanière községekkel határos.

## Népesség
A település népessége az elmúlt években az alábbi módon változott:
| Lakosok száma | 16 855 | 15 806 | 15 623 | 14 678 | 14 658 | 15 182 | 15 184 | 14 978 | 15 086 | 15 457 |
|               | 1968   | 1982   | 1990   | 2006   | 2013   | 2015   | 2017   | 2019   | 2020   | 2022   |